# Dipartimento di Mourtcha
Il dipartimento di Mourtcha è un dipartimento del Ciad facente parte della provincia di Ennedi Ovest. Ha come capoluogo la città di Kalaït.

## Comuni
Il dipartimento comprende i seguenti comuni:
- Kalaït
- Torboul
- Wargala
- Oula